# Saix, Vienne

Saix este o comună în departamentul Vienne, Franța. În 2009 avea o populație de 232 de locuitori.